# Campeonato Mundial de Ciclismo en Pista de 1950
El XLVII Campeonato Mundial de Ciclismo en Pista se celebró en Rocourt (Bélgica) en agosto de 1950 bajo la organización de la Unión Ciclista Internacional (UCI) y la Federación Belga de Ciclismo.
Las competiciones se realizaron en el Estadio Velódromo de Rocourt. En total se disputaron 5 pruebas, 3 para ciclistas profesionales y 2 para ciclistas amateur.

## Medallistas

### Profesional
| Evento                 | Oro                         | Plata                         | Bronce                     |
| ---------------------- | --------------------------- | ----------------------------- | -------------------------- |
| Velocidad individual   | Reginald Harris Reino Unido | Arie van Vliet · Países Bajos | Jan Derksen · Países Bajos |
| Persecución individual | Antonio Bevilacqua · Italia | Wim van Est · Países Bajos    | Paul Matteoli Francia      |
| Medio fondo            | Raoul Lesueur Francia       | Jan Pronk · Países Bajos      | Georges Sérès Francia      |

### Amateur
| Evento                 | Oro                        | Plata                 | Bronce                                |
| ---------------------- | -------------------------- | --------------------- | ------------------------------------- |
| Velocidad individual   | Maurice Verdeun Francia    | Pierre Even Francia   | Johannes Hijzelendoorn · Países Bajos |
| Persecución individual | Sydney Patterson Australia | Aldo Gandini · Italia | Guido Messina · Italia                |

## Medallero
| Núm. | País         | Oro | Plata | Bronce | Total |
| ---- | ------------ | --- | ----- | ------ | ----- |
| 1    | Francia      | 2   | 1     | 2      | 5     |
| 2    | Italia       | 1   | 1     | 1      | 3     |
| 3    | Australia    | 1   | 0     | 0      | 1     |
| 3    | Reino Unido  | 1   | 0     | 0      | 1     |
| 5    | Países Bajos | 0   | 3     | 2      | 5     |
|      | TOTAL        | 5   | 5     | 5      | 15    |